# Tinui Island
Tinui Island ist eine Insel der Inselgruppe Rangitoto Islands in der Region Marlborough im Norden der Südinsel von Neuseeland.

## Geographie
Tinui Island befindet sich mit seiner Nachbarinsel Pūangiangi Island östlich des nördlichen Arms der Insel Rangitoto ki te Tonga/D’Urville Island, die die Nordostspitze der Südinsel bildet. Der Abstand zur Küste von Rangitoto ki te Tonga / D'Urville Island beträgt rund 870 m. Die Insel erstreckt sich über 1,7 km in Nord-Süd-Richtung und misst an der breiteste Stelle rund 820 m in Ost-West-Richtung. Die höchste Erhebung der rund 92,8 Hektar großen Insel befindet sich in der südlichen Hälfte und weist eine Höhe von 190 m auf.
Die nordöstlich angrenzende Nachbarinsel Pūangiangi Island liegt rund 320 m entfernt und bis zur südlich angrenzenden kleinen und 37 m hohen unbenannten Insel, sind rund 40 m zu überbrücken. Hinter Pūangiangi Island befindet sich noch die mit zur Inselgruppe zählende Insel Wakaterepapanui Island, die rund 1,5 km in nordöstlicher Richtung entfernt liegt.